# Петровское (Сонковский район)
Петровское — село в Сонковском районе Тверской области, административный центр Петровского сельского поселения.

## География
Село находится на берегу реки Сить в 10 км на северо-восток от районного центра Сонково.

## История
Возникло в 1920-е годы в результате объединения села Богоявленское и сельца Петровское. Село Богоявленское известно с XV века как владение Троице-Сергиевого монастыря. 
В 1815 году в селе была построена каменная Богоявленская церковь с 2 престолами. 
В конце XIX — начале XX века сельцо Петровское и село Богоявленское входили в состав Литвиновской волости Кашинского уезда Тверской губернии. В сельце Петровском находилась помещичья усадьба, последняя владелица - дворянка О.И. Шубинская. 
С 1929 года село являлось центром Петровского сельсовета Сонковского района Бежецкого округа Московской области, с 1935 года — в составе Калининской области, с 1994 года — центр Петровского сельского округа, с 2005 года — центр Петровского сельского поселения.
В годы советской власти в селе располагалась центральная усадьба колхоза "Вперед".

## Население
| 1859 | 1997 | 2002 | 2010 |
| ---- | ---- | ---- | ---- |
| 96   | ↗140 | ↘139 | ↘123 |

## Инфраструктура
В селе имеются Литвиновская основная общеобразовательная школа (новое здание построено в 1995 году), Комплексный центр социального обслуживания населения - стационарное отделение для престарелых и инвалидов, фельдшерско-акушерский пункт, отделение почтовой связи.